# 2005年安徽泗县接种甲肝疫苗异常事件
2005年安徽泗县接种甲肝疫苗异常事件，是指2005年6月份，中国安徽省泗县大庄镇卫生防疫保健所对当地中小学生约2500名接种甲肝疫苗，导致121人出现异常反应，20人重伤，1人死亡的事件。症状多为头疼、胸闷、四肢乏力，更有甚者出现四肢痉挛与心肌损伤等严重不良反应。
2005年6月29日，卫生部部长高强受访时表示，安徽泗县疫苗事件的初步调查原因是基层防疫部门违规操作，违规进行集体疫苗接种而导致的群体性心理因素反应；但是他否认与疫苗有关系。
那一批次的甲肝疫苗的市场价约每支6元，但是学校向学生收取高达每支25元，据悉，校方还有每支一元的提成。